# Jean-Dominique Romiguières
Jean-Dominique Joseph Louis Romiguières est un avocat, magistrat et homme politique français né le 19 août 1775 à Toulouse (Haute-Garonne) et mort le 24 juillet 1847 à Paris.

## Biographie
Engagé volontaire en 1792 dans la légion des Pyrénées-Orientales, il sert dans l'artillerie et est nommé capitaine. Il quitte l'armée en 1795 et se lance en politique dans le parti modéré. Poursuivi après le coup d’État du 18 fructidor an V, il se cache jusqu'au coup d'État du 18 Brumaire. Il s'inscrit comme avocat en 1803. Il devient colonel d'une légion urbaine pendant la campagne de 1814. Obligé de se cacher sous la Première Restauration, il est nommé lieutenant de police à Toulouse sous les Cent-Jours et député de la Haute-Garonne. Sous la Restauration, il reprend ses activités d'avocat et plaide souvent pour des membres du parti libéral. Il est notamment l'avocat d'Armand Carrel dans l'affaire des réfugiés espagnols.
En 1833, il est nommé procureur général à Toulouse et devient conseiller à la Cour de Cassation en 1839. Président du conseil général de la Haute-Garonne, il est nommé pair de France le 20 juillet 1841.
Il a été inhumé au cimetière Montmartre, sa tombe est décrite dans « Bulletin des tribunaux : revue de la science du droit et des débats judiciaires » du 5 septembre 1864, nous sommes en 1864, l'avenue du Puits n'existe plus, elle a été renommée Avenue Travot, la tombe est (ou était ? car reprise), vers l'avenue Circulaire, soit de nos jours, la 9e division ou la 24e division.
Emile Vaïsse-Cibiel, membre de l'Académie de Jeux Floraux, a écrit, en 1853, un éloge posthume de Romiguière illustré d'un portrait gravé réalisé par Ambroise Tardieu.

## Source
- « Jean-Dominique Romiguières », dans Adolphe Robert et Gaston Cougny, Dictionnaire des parlementaires français, Edgar Bourloton, 1889-1891 [détail de l’édition]
- Les tombeaux de M. Romiguières et de madame  Émile de Girardin par Frédéric Thomas, « Bulletin des tribunaux : revue de la science du droit et des débats judiciaires » 5 septembre 1864.